# 実録!金の事件簿
『実録!金の事件簿』（じつろく かねのじけんぼ）は、フジテレビ系列で不定期で放送されていたドキュメンタリーバラエティ番組である。
2025年4月3日、5年半ぶりに復活。

## 概要
本番組は、お金に関する「悪い奴ら」「ズルい奴ら」について、徹底的に追い込んでいくといった内容である。

## 出演者

### MC
- 坂上忍

### 進行
- 伊藤利尋（フジテレビアナウンサー）
- 椿原慶子（フジテレビアナウンサー）- 第3回までと第5,6回
- 海老原優香（フジテレビアナウンサー）- 第4回
- 三田友梨佳（フジテレビアナウンサー）- 第7回・第8回

### 専門家
- 堀博晴（元・税金徴収Gメン）- 第4回
- 佐藤弘幸（元・東京国税局税理士）- 第8回・第9回
- 清原博（弁護士）- 第7回・第9回
- 本村健太郎（弁護士）- 第8回
- 植草美幸（カリスマ婚活アドバイザー）- 第7回

### ゲスト
第1回
- 浅田舞
- カンニング竹山
- 板東英二
- 山村紅葉

第2回
- あき竹城
- 朝比奈彩
- 篠原信一
- 浜谷健司（ハマカーン）
- 見栄晴
- 森脇健児

第3回
- おのののか
- 小峠英二（バイきんぐ）
- 篠原信一
- 山村紅葉

第4回
- あき竹城
- 岡本夏美
- 篠原信一
- 浜谷健司（ハマカーン）
- 森脇健児

第5回
- 岡本夏美
- 川合俊一
- 戸田恵子
- 浜谷健司（ハマカーン）
- 森脇健児
- リンゴ（ハイヒール）

第6回
- 川合俊一
- 浜谷健司（ハマカーン）
- 丸山桂里奈
- リンゴ（ハイヒール）
- 六角精児

第7回
- 飯尾和樹（ずん）
- 岡田義徳
- 鈴木砂羽
- ゆきぽよ

第8回
- 伊集院光
- 岡田義徳
- 加藤歩 （ザブングル）
- 紺野美沙子
- ゆきぽよ

第9回
- 桜井日奈子
- 名取裕子
- 森田哲矢（さらば青春の光）

## 放送リスト
| 回 | 放送日                   | 放送内容 |
| -- | ------------------------ | --- |
| 1  | 2017年3月14日（火曜日）  | 生活保護費で荒稼ぎをする「謎の業者」を直撃取材! あの“脱税”疑惑から5年…板東英二が沈黙を破り初激白!坂上忍が直撃                                          |
| 2  | 2017年7月21日（金曜日）  | ここまでする!警視庁執念の未納者逮捕劇 政治家の海外視察実態を暴く                                                                                       |
| 3  | 2017年12月8日（金曜日）  | 妻が怖くて、税金滞納を隠し続けた夫、うそが妻にバレた瞬間に何が…。 生活保護ビジネス                                                                     |
| 4  | 2018年6月29日（金曜日）  | 駐車違反を繰り返す男が逮捕されるまでを完全密着 スピード違反で即免停になる実態 家賃回収のプロの密着VTR 痴漢犯罪捜査に密着 送り付け詐欺                  |
| 5  | 2018年10月5日（金曜日）  | ゴミ屋敷に暮らす謎の親子を徹底追跡 地方自治体の政治家のヨーロッパ視察に密着 あなたの身にいつ起きてもおかしくない“ご近所トラブル"の恐怖体験を徹底取材   |
| 6  | 2019年2月1日（金曜日）   | 夫をだまして滞納する北国の“悪徳妻” 意外と知らない自転車の違反 政治家の海外視察に密着                                                                   |
| 7  | 2019年8月25日（日曜日）  | 電車で財布を盗むスリ男！逮捕でまさかの絶叫 高齢者だます茶髪男を直撃 部屋でチワワが餓死？夜逃げ女性に坂上絶句                                           |
| 8  | 2019年12月27日（金曜日） | 年末最後の戦いSP 税金Gメンvs悪質滞納者…口座が消えた!金の隠し場所に仰天 回収人vs家賃踏み倒し女の呆れたウソ 「DNAを遠隔注入」被害額800万円“霊感詐欺"直撃 |
| 9  | 2025年4月3日（木曜日）   | |

## ネット局
◎…同時フルネット ●…同時ネット（第4回で19:57飛び乗り） ○…同時ネット（第4回・第5回・第6回で21:49、第8回で20:54飛び降り）　□…同時ネット （第4回・第5回で19:57飛び乗り・21:49飛び降り、第8回で20:00飛び乗り・20:54飛び降り）×…非ネット
| 放送対象地域   | 放送局                     | 系列                                         | 第1回 | 第2回 | 第3回 | 第4回 | 第5回 | 第6回 | 第7回 | 第8回 |
| -------------- | -------------------------- | -------------------------------------------- | ----- | ----- | ----- | ----- | ----- | ----- | ----- | ----- |
| 関東広域圏     | フジテレビ（CX）【制作局】 | フジテレビ系列                               | ◎     | ◎     | ◎     | ◎     | ◎     | ◎     | ◎     | ◎     |
| 北海道         | 北海道文化放送（uhb）      | フジテレビ系列                               | ◎     | ◎     | ◎     | ○     | ○     | ○     | ◎     | ◎     |
| 岩手県         | 岩手めんこいテレビ（mit）  | フジテレビ系列                               | ◎     | ◎     | ◎     | ◯     | ◯     | ◯     | ◎     | ◎     |
| 宮城県         | 仙台放送（OX）             | フジテレビ系列                               | ◎     | ◎     | ◎     | □     | ◯     | ◯     | ◎     | ◯     |
| 秋田県         | 秋田テレビ（AKT）          | フジテレビ系列                               | ◎     | ◎     | ◎     | ◎     | ◎     | ◎     | ◎     | ◎     |
| 山形県         | さくらんぼテレビ（SAY）    | フジテレビ系列                               | ◎     | ◎     | ◎     | ◯     | ◯     | ◯     | ◎     | ◯     |
| 福島県         | 福島テレビ（FTV）          | フジテレビ系列                               | ◎     | ◎     | ◎     | ◯     | ◯     | ◯     | ◎     | ◯     |
| 新潟県         | NST新潟総合テレビ（NST）   | フジテレビ系列                               | ◎     | ◎     | ◎     | ◯     | ◯     | ◯     | ◎     | ◯     |
| 長野県         | 長野放送（NBS）            | フジテレビ系列                               | ◎     | ◎     | ◎     | □     | □     | ◯     | ◎     | □     |
| 静岡県         | テレビ静岡（SUT）          | フジテレビ系列                               | ◎     | ◎     | ◎     | ◯     | ◯     | ◯     | ◎     | ◎     |
| 富山県         | 富山テレビ（BBT）          | フジテレビ系列                               | ◎     | ◎     | ◎     | ◯     | ◯     | ◯     | ◎     | ◎     |
| 石川県         | 石川テレビ（ITC）          | フジテレビ系列                               | ◎     | ◎     | ◎     | ◯     | ◯     | ◯     | ◎     | ◯     |
| 福井県         | 福井テレビ（FTB）          | フジテレビ系列                               | ◎     | ◎     | ◎     | □     | □     | ◯     | ◎     | ◯     |
| 中京広域圏     | 東海テレビ（THK）          | フジテレビ系列                               | ◎     | ◎     | ◎     | ×     | ◯     | ◯     | ◎     | ◯     |
| 近畿広域圏     | 関西テレビ（KTV）          | フジテレビ系列                               | ×     | ◎     | ◎     | □     | □     | ◯     | ◎     | ◯     |
| 島根県・鳥取県 | 山陰中央テレビ（TSK）      | フジテレビ系列                               | ◎     | ◎     | ◎     | ◎     | ◎     | ◎     | ◎     | ◎     |
| 岡山県・香川県 | 岡山放送（OHK）            | フジテレビ系列                               | ◎     | ◎     | ◎     | ●     | ◎     | ◎     | ◎     | ◎     |
| 広島県         | テレビ新広島（tss）        | フジテレビ系列                               | ◎     | ◎     | ◎     | ×     | ◎     | ◎     | ◎     | ◎     |
| 愛媛県         | テレビ愛媛（EBC）          | フジテレビ系列                               | ◎     | ◎     | ◎     | ◯     | ◯     | ◯     | ◎     | ◯     |
| 高知県         | 高知さんさんテレビ（KSS）  | フジテレビ系列                               | ◎     | ◎     | ◎     | ◯     | ◯     | ◯     | ◎     | ◯     |
| 福岡県         | テレビ西日本（TNC）        | フジテレビ系列                               | ◎     | ◎     | ◎     | ×     | □     | ◯     | ◎     | ◎     |
| 佐賀県         | サガテレビ（STS）          | フジテレビ系列                               | ×     | ◎     | ◎     | ◯     | ◯     | ◯     | ◎     | ◯     |
| 長崎県         | テレビ長崎（KTN）          | フジテレビ系列                               | ◎     | ◎     | ◎     | ◯     | ◯     | ◯     | ◎     | ◯     |
| 熊本県         | テレビ熊本（TKU）          | フジテレビ系列                               | ◎     | ◎     | ◎     | ◎     | ◎     | ◎     | ◎     | ◎     |
| 大分県         | テレビ大分（TOS）          | 日本テレビ系列 フジテレビ系列                | ×     | ◎     | ◎     | □     | □     | ◯     | ×     | ◯     |
| 宮崎県         | テレビ宮崎（UMK）          | フジテレビ系列 日本テレビ系列 テレビ朝日系列 | ×     | ×     | ×     | ×     | ×     | ×     | ×     | ×     |
| 鹿児島県       | 鹿児島テレビ（KTS）        | フジテレビ系列                               | ◎     | ◎     | ◎     | ◎     | ◎     | ◎     | ◎     | ◎     |
| 沖縄県         | 沖縄テレビ（OTV）          | フジテレビ系列                               | ◎     | ◎     | ◎     | □     | □     | ◯     | ◎     | □     |

## スタッフ
- ナレーション：田口トモロヲ、杉本るみ、松浦マイ（田口・杉本→第1回-、松浦→第9回）
- 構成：浜田悠（第1回-）
- TD/SW：馬塲義土（第3回-、第1,2回はTP）
- CAM：物袋由来（第9回）
- VE：物袋由来（第9回）
- 音声：福岡優紀（第9回）
- 照明：萩原勝大（第9回）
- マルチ：小神野徹（第9回）（東京チューブ）
- 美術プロデューサー：双川正文（第9回）
- デザイン：宮川卓也（第1回-）
- アートコーディネーター：大村光之（第9回、第1-8回では美術進行）
- メイク：山田かつら（第1回-）
- CG：北岡誠（第1回-）、多田圭（第9回）
- 音効：杉本栄輔（第1回-）（SPOT）
- TK：盛山潮里（第9回）（M.MIX）
- 協力：IMAGICA Lab.、fmt、共同エディット、cucumber、ジョイメーカー、Video pedic、びーよん、フジアール
- 制作協力：ピコパンチ（第3回までは協力）
- 編成：安永英樹（第8回-、第3回まではプロデューサー/総合演出、第5,7回は企画、第6回はCP）、森政貴（第9回、第1,2回はディレクター、第4-7回はプロデューサー）
- 広報：西牟田理奈（第9回）
- AD：髙橋里奈、栗原百花（2人とも第9回）
- AP：髙橋彩乃（第9回）
- FD：南家幸太、兼丸洋太(介)（2人とも第9回）
- ディレクター：鈴木こうじ、矢古宇茂、加藤綾、和知悠太、臼井右、針生裕史、桝谷慎太朗、出島将大（鈴木・臼井→第1回-、加藤→第5回-、森井→第3-8回までAD・第9回）
- チーフディレクター：田渕裕之（第1回-）
- 演出：広瀬陽一（第3回-、第1,2回はスタジオ演出）
- プロデューサー：上村亮介（第9回）
- チーフプロデューサー：高橋宏朋（第9回）
- 制作：フジテレビニュース総局報道局（第9回）
- 制作著作：フジテレビ

### 過去のスタッフ
- ナレーター：深川和征（第4回）、永田亮子（第5,6回）、村椿玲子（第7回）、目黒泉（第8回）
- 構成：兼上頼正（第2-6回）、長谷川美妃（第3-6回、第1,2回は松林名義）、服部真由子（第3,4回）、牧田英士（第4回）、藤澤太朗（第8回）
- TD/SW：熱田信（第1,2回）
- CAM：田辺絢一（第1,2回）、青木一浩（第3,4,8回）、前田正道（第5,7回）、前田佑太（第6回）
- 音声：日置健太郎（第1-3,5-7回）、斎藤由佳（第4回）、鈴木雄一郎（第8回）
- VE：鈴木健司（第3回まで）、木幡成樹（第4回）、伴場匡（第5回）、古賀航（第6回）、篠原佑李（第7,8回）
- 照明：天本光一（第1,2回）、松田和樹（第3-6回）、黒井宏行（第7,8回）
- マルチ：齋藤淳之介（第1回-）、石田将矢（第8回）（共に東京チューブ）
- 美術プロデューサー：豊田亮介（第1-8回）
- 編集：長島裕之（第6回まで）、河野亜里沙（第3回）、平岡寛隆（第4,6-8回）、高橋彰芳（第4,5回）、山崎望（第5,6回）、風間亮（第8回）
- 音効：寺岡基臣（第2回）、富岡隆晃、江口尚人（共に第4回）、藁谷良雄、古賀香澄（共に第5回）、塩屋吉絵（第7回）（共にSPOT）
- マルチ：石野創太（第3回）、鈴木泰則（第4回）、小神野徹（第5回）、羽戸巌夫（第6回）、吉澤匠（第7回）（共に東京チューブ）
- CG：山村大典（第1,2,5,6回）、齋藤一広（第1-5,7回）、園田護（第1,4,8回）、都築右典（第2回）、浅野莉穂（第3回）
- TK：後藤広子（第1-8回）
- 協力：共同テレビジョン（第3,4回）、スタジオヴェルト、サンフォニックス（スタ・サン→第1-8回）、田中電設（第6-8回、第4回までは田中電設工業と表記）
- 制作協力：バンエイト（第7回）
- 広報：池田綾子（第3-6回）、神崎素子（第7回）、長谷川智子（第8回）
- 編成：赤池洋文（第6回まで）、矢野哲慈（第1,2回）、安藤明、門脇寛至（共に第2,3回）
- FD（第1回）：小原晶、荒木舞（共に第1回）
- AD：宮地夏奈、小泉紀彰、梅田雄一郎、金子佳弘（共に第1回）、五生亨、佐藤綾香（佐藤→第1回はFD）、鈴木香波（第2-4回）、岩城祥大（共に第2回）、朴志允（第3回）、山木稔史（第4回）、三浦良平（第5回）、青木志穂（第7回）
- AP：杉山ゆかり（第6回まで）、關田愛美（第1,2回）、河本伊世（第3-8回）
- 協力プロデューサー：八木里美（第7回）
- スタジオ演出：磯野靖夫（第1回）
- ディレクター：佐藤孝樹（第1,3,4-8回）、清川玲奈、佐藤英知（共に第1回）、阿部賢吾（第3回まで）、陣崎行夫（第2,4-8回・第1回はスタジオ演出）、池田圭司（第3回）、関舜太郎（第5-7回）、上原容子、神谷佳宏、柴田尚人（上原・神谷・柴田→第7回）、田中秀樹（第2-8回）、白石宗之（第2-8回、第1回はスタジオ演出）、寺田慶裕(祐)（第4-8回・第6回は慶祐名義）、大滝裕平（第7,8回）
- プロデューサー：宮下佐紀子（第8回）
- ゼネラルプロデューサー：石田英史（第7回）
- 制作：フジテレビ報道局（第7回まで）、フジテレビニュース総局情報制作局情報制作センター（第8回）